# Elecciones estatales de Baja California de 1974
Las elecciones estatales de Baja California de 1974 tuvieron lugar el domingo 7 de julio de 1974, y ellas se renovaron los cargos de elección popular en Baja California :
- 4 Ayuntamientos. Formados por un Presidente Municipal, delegados y regidores, electo para un período inmediato de 3 años no reelegibles para un período inmediato.
- Diputados al Congreso. Electos de Mayoría Relativa de cada uno de los Distritos Electorales.

## Resultados electorales

### Ayuntamientos
|  | 63.10 % |

|  | 64.20 % |

|  | 66.90 % |

|  | 86 % |

### Congreso local
| Partido | Partido | Partido                              | Diputados        | Diputados |  |
| Partido | Partido | Partido                              | Mayoría relativa | Total     |  |
|         |         | Partido Revolucionario Institucional | 11               | 11/11     |  |
| Total   | Total   | Total                                | 11               | 11        |  |

| Distrito | Diputado                      | Partido | Partido                              |
| -------- | ----------------------------- | ------- | ------------------------------------ |
| I        | José Luis Andrade Ibarra      |         | Partido Revolucionario Institucional |
| II       | Salvador Castellanos Cárdenas |         | Partido Revolucionario Institucional |
| III      | Margarita Ortega Villa        |         | Partido Revolucionario Institucional |
| IV       | Ramón López Zepeda            |         | Partido Revolucionario Institucional |
| V        | Salvador Solorio Aguilar      |         | Partido Revolucionario Institucional |
| VI       | Rogelio Fontes Gil            |         | Partido Revolucionario Institucional |
| VII      | Francisco Figueroa Méndez     |         | Partido Revolucionario Institucional |
| VIII     | Praxedis Padilla González     |         | Partido Revolucionario Institucional |
| IX       | Juan Villalpando Cuevas       |         | Partido Revolucionario Institucional |
| X        | Manuel Trasviña Pérez         |         | Partido Revolucionario Institucional |
| XI       | David Ojeda Ochoa             |         | Partido Revolucionario Institucional |